# Reno Mancuso
Reno Mancuso (Caxias do Sul, 11 de novembro de 1919 — Caxias do Sul, 25 de julho de 1974) foi um fotógrafo brasileiro. 
Era filho do fotógrafo Domingos Mancuso e de Cecília Fonini Mancuso. Herdou o estúdio fotográfico de seu pai, no centro da cidade e deu continuidade ao seu trabalho, documentando a evolução de Caxias durante as décadas de 1940 e 60. Durante a Festa da Uva de 1954, quando o presidente Getúlio Vargas inaugurou o Monumento Nacional ao Imigrante, Reno documentou todo o evento. O acervo que deixou, juntamente com o de seu pai, formam importante legado visual sobre a cidade. Nas palavras de André Betinardi, "o trabalho de pai e filho compreende um período de 52 anos de atividade em que ambos fotografaram as transformações ocorridas em Caxias do Sul no que tange o processo de modernização da cidade. O acervo composto por estes dois personagens comporta um denso material passível de análise em conjunto com o contexto da história documentada escrita de Caxias do Sul, além de outras fontes documentais". Foi homenageado pela Câmara Municipal de Caxias do Sul em sessão solene da Semana da Etnia Italiana de 2016 pela destacada contribuição ao registro da história da cidade.